# Manuel Brunet i Solà
Manuel Brunet i Solà (Vic, Osona, 10 de juny de 1889 - Figueres, Alt Empordà, 5 de gener de 1956) fou un periodista i escriptor català.

## Biografia

### Infància i adolescència
Va néixer el 10 de juny de 1889 a les Voltes de Dalt de la plaça del Mercadal de Vic. El seu pare, Eudald Brunet, era pintor-daurador i escultor d'imatges del taller d'escultura d'Agustí Potellas. A més, Eudald Brunet va ocupar el càrrec de director de l'Escola de Dibuix de la capital osonenca. La seva mare, Dolors Solà, va morir l'any 1905 amb tan sols trenta-vuit anys, amb la qual cosa Eudald Brunet i els seus cinc fills (Manuel, Eudald, Concepció, Josepa i Joan) es van traslladar al carrer de la Ramada, un pis propietat del mestre Potellas. Segons sembla, la seva infantesa va transcórrer «entre el taller de sants del pare i la llar fondament cristiana, i les trapaceries dels escolans de l'Oratori de Sant Felip».
Sabem que va ingressar molt jove al Seminari, per tal de rebre una bona formació humanística, perquè era de ben jove que es va poder observar que la seva veritable vocació no seria l'eclesiàstica, sinó la literària. Amb tot, aquests anys de formació al Seminari, afegits a les hores passades al taller del seu pare i les nocions artístiques apreses al costat de Mossèn Josep Gudiol i Cunill al Museu Episcopal de Vic, van servir perquè adquirís una sòlida formació humanística i teològica, que va constituir «la base de la sòlida cultura que sempre fou reconeguda a Brunet». La seva inquietud intel·lectual era tan acusada que fins i tot va obtenir un permís papal -a petició dels seus mestres del Seminari- que li va permetre durant tota la seva vida llegir tant els llibres prohibits de l'Índex com la premsa prohibida pel Vaticà.
No va voler, però, continuar la carrera ordenant-se sacerdot. De molt jove, amb tan sols 16 anys, va demostrar interès per l'escriptura i va començar a col·laborar en la revista Gazeta vigatana, sota la direcció del canonge Jaume Collell, «amic de Mossèn Cinto i destacat polígraf de la Renaixença», i també un dels més destacats opositors a la reforma lingüística duta a terme per Pompeu Fabra i el grup de L'Avenç. Potser va ser a causa d'aquest mestratge que va adquirir el seu caràcter de periodista polèmic i combatiu, perquè alguns testimonis de l'època assenyalen que un dels consells del canonge al jove Brunet era «fins al Codi Penal, Manel!».

### Joventut

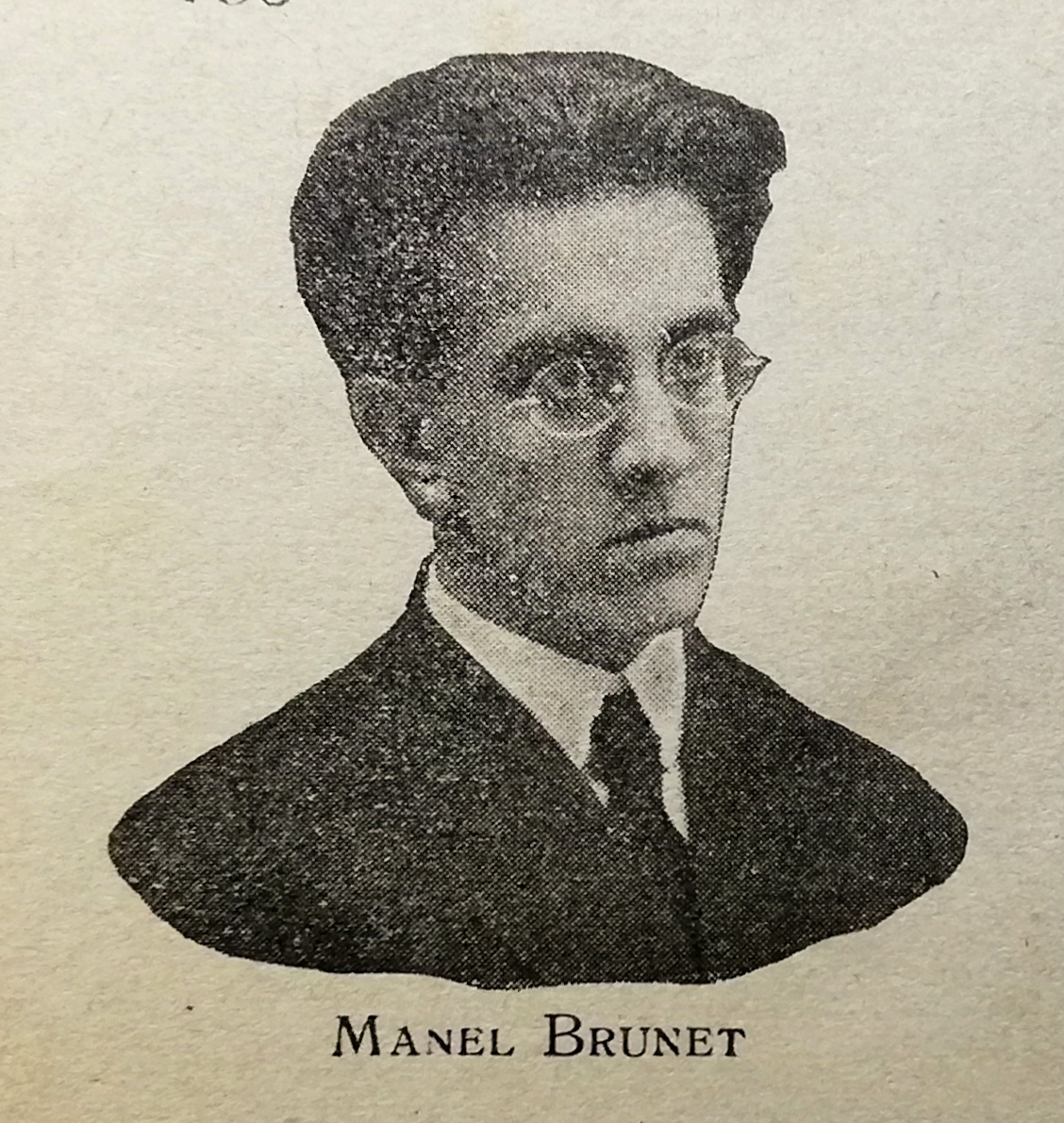
Manel Brunet en un retrat de joventut dins l'Antologia de les Lletres Catalanes Garba de l'any 1923

A banda d'aquesta col·laboració, no va trigar a buscar camins per donar sortida a les seves vel·leïtats literàries. El seu trasllat a Barcelona, en aquest sentit, va ser molt fructífer. De totes les composicions d'aquella època, tan sols s'han pogut recollir aquelles que van guanyar algun premi. Va ser guardonat als Jocs Florals d'Olot de 1911 amb l'assaig Perspectiva general de l'art cristià, als de Girona també l'any 1911 amb l'obra de caràcter noucentista Transformacions, la qual va haver de signar amb el pseudònim Hermes perquè als alumnes del Seminari no se'ls deixava publicar composicions profanes; i va obtenir també la Copa Artística dels Jocs Florals de Barcelona l'any 1913 amb el Poema de la pedra, sobre la catedral gòtica de la capital. No s'ha pogut esbrinar en quin moment es va produir el seu trasllat a Barcelona, perquè les dades de què es disposa són molt confuses, però s'ha pogut constatar, a través d'un fragment d'una carta de Josep Maria Capdevila a Josep Maria de Garganta, que el trasllat devia ser anterior a 1912, tot i que a Barcelona primer va continuar al Seminari: «sembla que està més content de Barcelona que no ho estava de Vic». Més endavant, a l'agost de 1913, se sap que se'n va anar a Reus per examinar-se de tretze assignatures, de les quals va treure una mitjana d'aprovat, tot i que la relació detallada de les notes mostra com va obtenir algun excel·lent i més d'un notable.

### Inicis en el món del periodisme
Ja a Barcelona, va decidir-se definitivament a abandonar la disciplina religiosa i dedicar-se plenament a les lletres. Després de viure un temps indefinit amb uns amics, Miquel Soldevila i Maria Pecanins, amb els diners que podia recollir dels premis literaris com a única font d'ingressos, es va aconseguir col·locar l'any 1917 a la redacció del diari Las Noticias, fundat per Rafael Roldós. Van ser uns anys foscos, dels quals ni tan sols resta informació. Les mencions a aquesta època es refereixen al fet que, quan era guardonat en uns Jocs Florals locals, demanava que li canviessin el premi per diners per tal de poder comprar menjar. D'altra banda, se sap que va mantenir un record feliç d'aquells anys immediatament anteriors a l'inici de la seva carrera periodística, tot i haver hagut de superar notables penúries econòmiques.

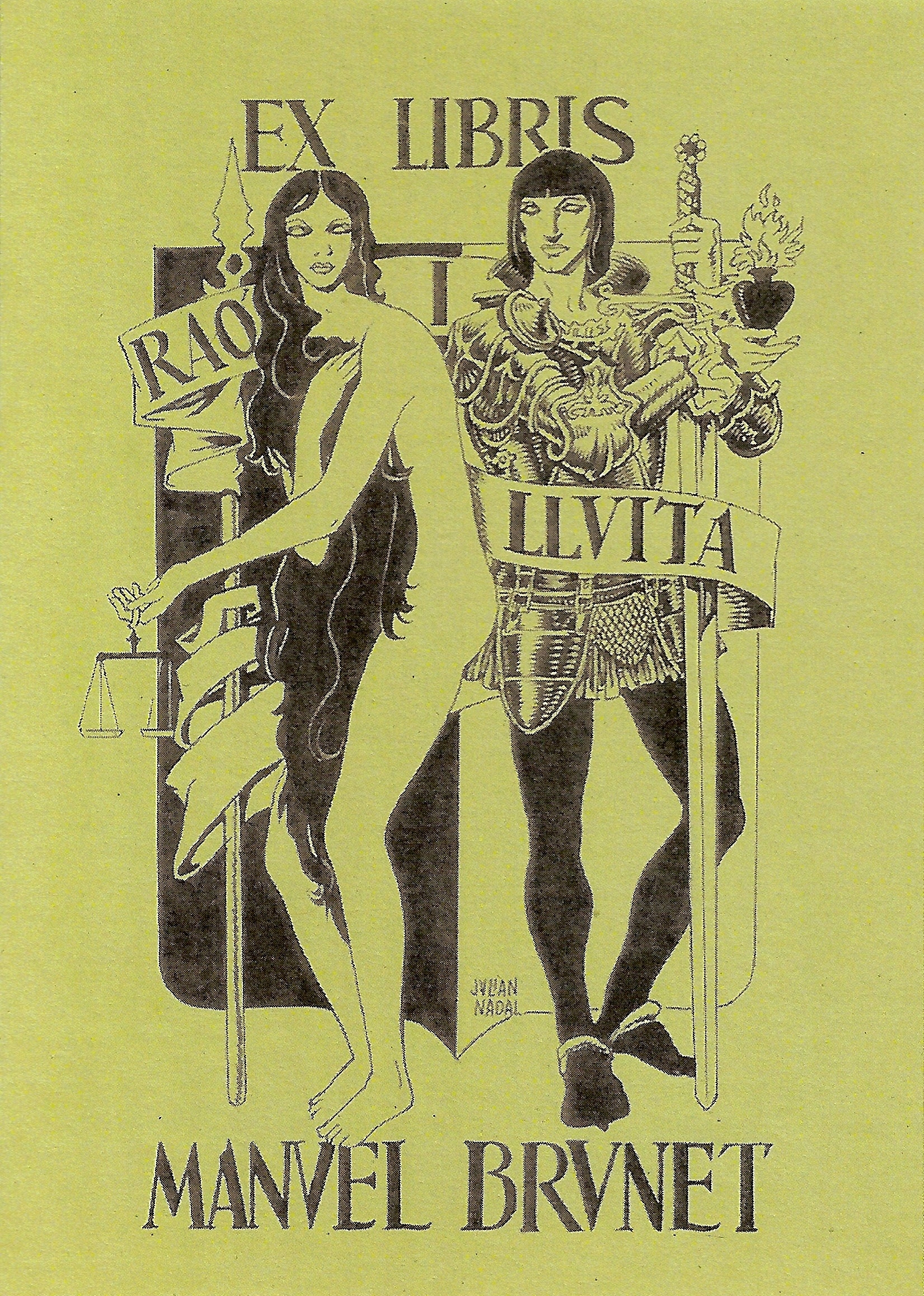
Ex-libris de Manuel Brunet.

A la redacció de Las Noticias, va començar la seva especialització com a redactor de la secció de política internacional. En aquest diari va compartir la secció amb el líder anarquista Andreu Nin, amb qui va travar una forta amistat. La doctrina marxista i anarquista revolucionària el va influir molt, fins al punt que va arribar a identificar-se amb alguna de les seves teories més radicals, sobretot pel que fa a la visió crítica sobre el món clerical, una opinió que el va acompanyar tota la vida, fins i tot en els anys en què demostrava una fe catòlica més accentuada. Durant aquesta època, a més, solia freqüentar la tertúlia de Joaquim Borralleras a l'Ateneu Barcelonès, una reunió molt famosa perquè hi acudien intel·lectuals com Josep Pla, Joan Estelrich, Josep Maria Junoy, Josep Maria de Sagarra, Eugeni Xammar.
L'any següent, al març de 1918, va passar al diari La Publicidad amb una secció fixa de comentari de les evolucions del final de la Primera Guerra Mundial. Quan aquesta va finalitzar, la seva col·laboració també es va acabar, amb la qual cosa va retornar l'any 1919 a la redacció de Las Noticias, segons sembla per tal d'ocupar-se de nou de la secció d'estranger, però aquesta vegada signant les cròniques amb el pseudònim d'Omar. Al mateix 1919 va entrar a treballar també a l'agència de notícies Havas -que després es convertiria en Agència Fabra-, dirigida per Claudi Ametlla, compartint de nou secció amb Andreu Nin. En aquests moments es trobava en un període d'exaltació anarquista, i la seva intransigència el va portar fins i tot a abandonar la tertúlia de la penya de l'Ateneu, o bé «Dit amb més exactitud: la penya trencà les seves relacions amb ells [Brunet i Nin]». Va ser en aquesta mateixa època, l'any 1922, que Joan Baptista Solervicens i ell van decidir tirar endavant una publicació satírica titulada El Considerat, en la qual va col·laborar també Josep Pla i de la qual tan sols en van aparèixer deu números, amb tots els articles sense signar.

### La dictadura de Primo de Rivera
A partir d'aquest moment la informació és molt confosa. Es dedueix que va continuar treballant a Las Noticias com a mínim fins a 1923, moment en el qual se suposa que devia passar de Las Noticias a la renovada i catalanitzada redacció de La Publicitat, tot i que potser aquest canvi de redacció es va produir més tard. No se sap el moment en el qual es va produir aquest traspàs, perquè a La Publicitat va entrar-hi per encarregar-se de la secció d'estranger, sense signar les informacions perquè tan sols eren extractes de les agències de notícies EFE i Havas-Fabra. Els primers exemples amb el seu nom es troben en unes cròniques de política internacional de l'any 1928, i la seva relació laboral amb el diari d'Amadeu Hurtado va continuar fins a principis de 1933. Sabem que durant aquest període va anar agafant pes dins la redacció fins a esdevenir redactor en cap i a signar molts articles dins la secció «Comentaris» que apareixia a primera pàgina, una tribuna en la qual escrivien, entre d'altres, Tomàs Garcés, Josep Carner o Josep Vicenç Foix.
Hi ha una anècdota que denota el seu olfacte periodístic. Quan l'any 1923 Primo de Rivera va convocar a Barcelona els periodistes, ell ja va imaginar-se que faria pública una notícia important, i per això va decidir acudir a la reunió en taxi, encarregant al taxista d'esperar-lo l'estona que fes falta. Miguel Primo de Rivera va anunciar el seu cop d'estat i la instauració d'una dictadura militar, i tots els periodistes van afanyar-se a arribar a les redaccions per difondre la notícia. Segons sembla, va aprofitar que tenia el taxi esperant-lo a la porta per arribar ràpidament a la redacció. Des d'allà va escriure la notícia, i la va enviar a un diari argentí, de manera que, a causa de la diferència horària, es va publicar primer allà que a Catalunya, convertint-se en el primer periodista a anunciar en la premsa mundial el cop d'estat de Primo de Rivera.

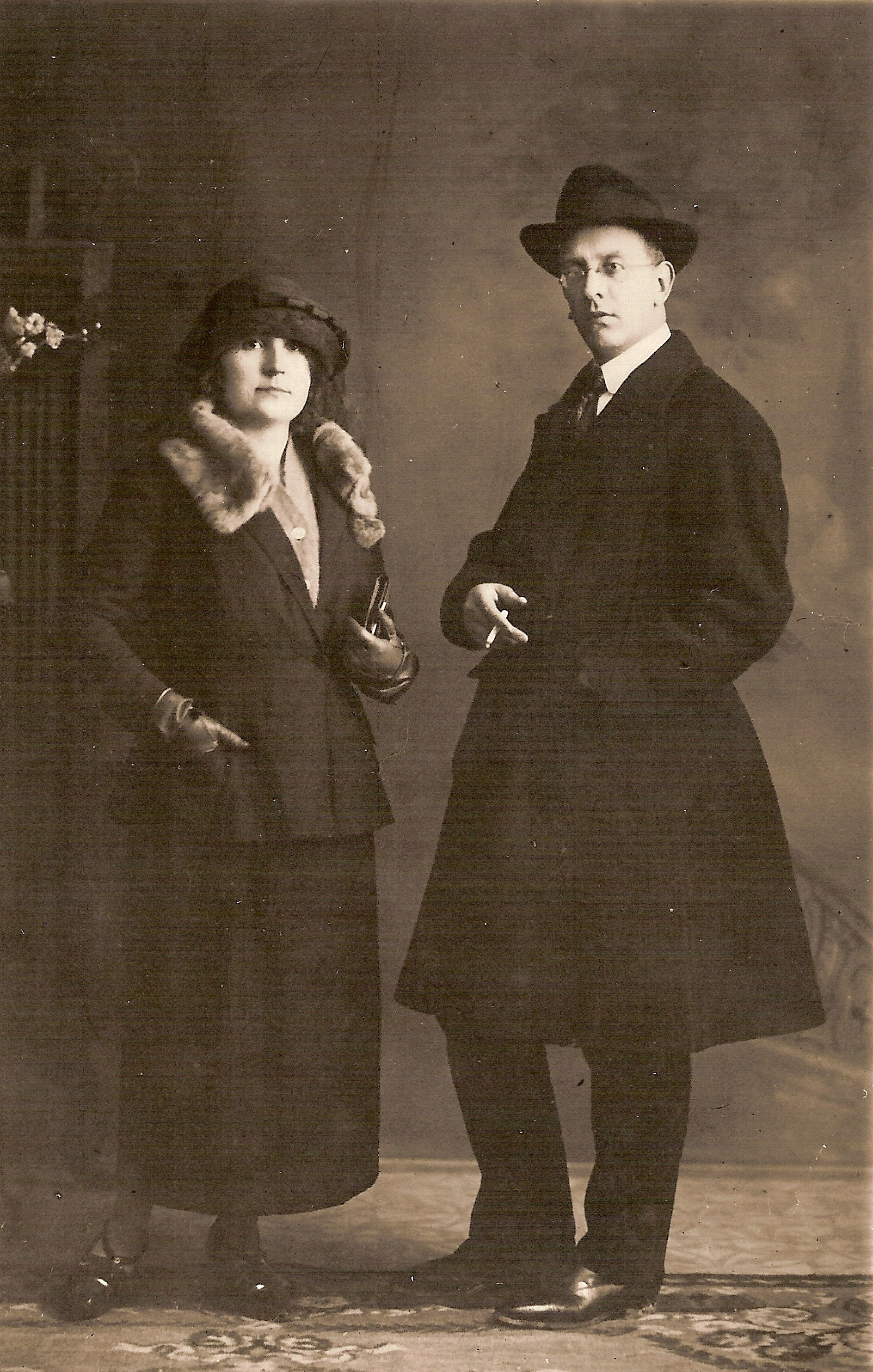
Manuel Brunet i la seva dona, Maria Teresa Mayor.

Durant aquells anys, a més, va formar una família. L'any 1924 es va casar amb Maria Teresa Mayor, una pubilla de Castelló d'Empúries amb la qual havia entaulat relació gràcies a la seva amistat amb Claudi Ametlla, que també era castelloní. La parella va instal·lar-se al carrer Muntaner de Barcelona, i el 1926 van tenir el primer fill, Eudald. L'any abans, havia publicat la seva primera i única novel·la a Edicions Diana, El meravellós desembarc dels grecs a Empúries. Poc temps després, l'any 1928, el seu pare va morir i, un any més tard, al novembre de 1929, ell i Maria Teresa Mayor van tenir una filla, Maria Teresa Brunet. A finals dels anys vint, la família va traslladar el seu domicili a un pis més gran, al barri barceloní de Vallcarca, on van instal·lar-se en un pis al carrer Mare de Déu del Coll. El 1931, també, va ser guardonat amb un premi als Jocs Florals de Girona.
D'altra banda, el periodista estava en una època de febril activitat periodística. D'aquell temps se sap que l'any 1926 va escriure algun article per al diari Heraldo de Madrid, i a més va col·laborar en catorze números de La Nau, dirigit per Antoni Rovira i Virgili, des de l'octubre de 1927 fins al 18 de gener de 1928. A més, va escriure una composició dramàtica titulada Diàleg per al segon número de L'Opinió.
Li va arribar el reconeixement per la seva trajectòria en l'òrgan d'Acció Catalana l'any 1929, en ser-li encarregada per Amadeu Hurtado la direcció del nou setmanari Mirador. Setmanari d'art, literatura i política. El gener de 1929 va aparèixer el primer número, i en va ser el director fins a l'agost de 1931, tasca que compaginava amb la de redactor a La Publicitat i també a l'Agència Fabra, una feina que havia mantingut ininterrompudament des de l'any 1919. Pel que fa a la resta de col·laboracions, no va poder continuar-les perquè als periodistes de La Publicitat, molts dels quals serien els que escriurien després a Mirador, se'ls va prohibir la col·laboració en altres mitjans des de principis de 1928. La Nau era una publicació d'esquerres, i per tant, adversària política, mentre que respecte al grup de L'Opinió, les ideologies d'aquest i d’Acció Catalana s'havien anat distanciant.

### La República
Va gaudir d'una certa estabilitat durant el període comprès entre 1928 i 1931. Aquest últim any, a més, va guanyar novament els Jocs Florals de Girona amb la composició «Frarets i alegrets».
Al novembre del mateix any va publicar a La Publicitat un article on denunciava un escàndol d'especulació monetària sobre la pesseta, que es va conèixer com l'afer Bloch. En aquest presumpte cas de corrupció hi estava implicat, entre d'altres, el futur President de la Generalitat, Lluís Companys. Aquesta denúncia va causar un fort enrenou polític amb cartes defensives de Companys a La Humanitat, o de Joan Comorera a Justícia Social.
El cas va quedar desmentit perquè tres dies abans de la seva publicació, la revista Mirador, de la qual era director el mateix Brunet, havia donat compta de la reunió entre el "corruptor", Lazare Bloch, i els polítics acusats. A l'article es ridiculitzava la temptativa de Bloch i s'afirmava que "ningú dels presents li havia fet ni cas".
D'aquesta forma Brunet quedava ridiculitzat per especular sobre el resultat d'una reunió entre dos diputats i un personatge de mala fama reconeguda. L'encreuament d'acusacions entre els polítics d'ERC i d'USC amb La Publicitat va continuar, arribant a querellar-se contra Brunet.
El rebombori generat en l'escenari polític li va suposar que la nit del 3 al 4 de febrer de 1932 va ser brutalment agredit quan tornava a casa. Dos desconeguts el van envestir, un d'ells donant-li un fort cop al crani amb una porra de ferro. Sortosament, va ser auxiliat amb rapidesa i la tragèdia no va passar d'un gran ensurt, del qual n'hi va quedar una llarga cicatriu al cap.
Aquesta desgràcia li va generar un cert malestar, que no es trobava còmode a La Publicitat. Feia tan sols uns mesos que havia estat cessat del càrrec de director de Mirador; la posició política de l'òrgan d'Acció Catalana cada vegada s'estava radicalitzant més cap a l'esquerra, fins que va arribar un moment que per ell la situació es va fer insostenible, quan Acció Catalana va donar suport a les lleis laiques. El periodista havia anat moderant la seva posició des dels anys arrauxats en els quals treballava amb Andreu Nin, fins a recuperar amb fermesa les seves conviccions religioses. El fet de treballar per a un partit que es manifestava en contra de la catolicitat de la societat i a favor de les lleis laiques, anava contra els seus principis. Tot això, afegit a l'agressió soferta a principis de 1932, va provocar la seva sortida del diari La Publicitat a principis de 1933. Pocs mesos abans, al novembre de 1932, havia escrit el seu últim article a Mirador, titulat «El bisbe i la F.A.I.».
Va continuar treballant a l'Agència Fabra, i poc temps després, al març de 1933, va entrar a La Veu de Catalunya de la mà de Ramon d'Abadal, el nou director del diari i l'encarregat de renovar la publicació. Va passar a encarregar-se en solitari de la secció fixa «Comentari» que apareixia a primera plana del diari, una feina que va mantenir fins a l'esclat de la guerra civil. Tenia encarregada l'anàlisi política del país, amb especial atenció als adversaris politics Acció Catalana i Esquerra Republicana, però tenia força llibertat de moviments per parlar de qualsevol tema si ho creia convenient. Al llarg dels tres anys que va durar la seva col·laboració a La Veu de Catalunya, va escriure prop de mil articles, i encara va tenir temps de fer un viatge a Terra Santa al març de 1934, acompanyat pel caputxí Miquel d'Esplugues, i en el qual van visitar durant prop de tres mesos Roma, Grècia, Síria, Palestina, Transjordània…
Definitivament, va sentir-se molt còmode treballant a La Veu de Catalunya, ja que s'identificava plenament amb la ideologia del diari i del partit i podia expressar -sempre que li ho permetia la censura- lliurement les seves opinions. Durant aquesta època, a més, va començar a freqüentar la penya La Caverna, dins el mateix Ateneu, tertúlia de caràcter conservador que gravitava al voltant del ric filòsof Manuel Sagnier, i a la que hi acudien també els periodistes - escriptors Joan Baptista Solervicens, Josep Maria de Sagarra, Ramon Garriga o Ignasi Agustí, entre d'altres.
Durant aquest període comprès entre 1933 i 1936, va pronunciar una conferència a Vic el dia 1 de gener de 1933 titulada «Com s'ha d'escriure el català», recollida per la Gazeta de Vich. Podem suposar, per tant, que devia ser durant el període que va col·laborar en el Diari de Vich. A més, va participar el 1935 en el jurat del concurs de contes de La Veu del Vespre presidit per Joaquim Ruyra, i va portar a terme també el 1935 unes classes dins un curs de periodisme organitzat per la Federació de Joves Cristians de Catalunya, substituint Manuel Pugès després de la primera lliçó. A més, sembla que en aquest període, concretament el 1934, va començar a treballar com a corresponsal per al diari La Nación de Buenos Aires. El 1936 la seva carrera havia arribat a un nivell de plenitud, com ho demostra el fet que fins i tot va ser homenatjat en un sopar de periodistes celebrat el 26 de gener de 1936.

### La Guerra civil

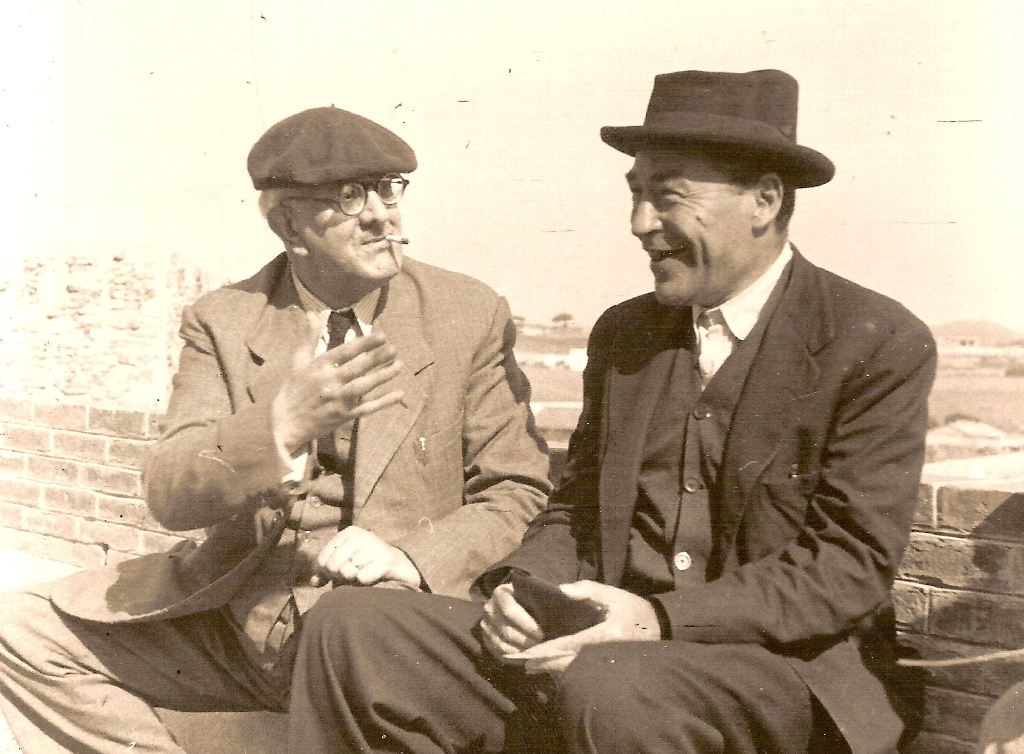
Josep Pla i Manuel Brunet conversant amicablement.

L'esclat de la Guerra civil va provocar que s'hagués d'amagar, perquè era un home buscat per incontrolats del bàndol republicà per les seves opinions conservadores. Després d'un període refugiat a casa d'unes cosines fadrines, aconseguí, gràcies a l'ajuda de Marcel·lí Moreta i Ramon Aliberch, amagar-se al poble de Santa Eulàlia de Riuprimer, per refer-se i esperar el moment idoni per passar a França. Finalment, acompanyat del canonge Antoni Balcells, ex-secretari del bisbe de Barcelona Manuel Irurita, va travessar la frontera l'any 1938 pel pas de Núria, reunint-se amb un grup de catalans al poble de Palau. Després de passar per París, al cap de poc temps, va encaminar-se a Montreux (Vaud) per posar-se al servei de Francesc Cambó. Es té notícia que va escriure per alguns diaris francesos, encara que no es pot concretar en quins ni en quin moment exacte; i a més se sap que va treballar en tasques de secretariat per al líder de la Lliga Regionalista recollint informacions dels diaris europeus -sobretot italians- sobre la guerra d'Espanya, i en activitats propagandístiques.
Al cap d'uns mesos, es va traslladar a Roma, on es va reunir amb el seu amic Joan Baptista Solervicens, amb qui compartia una humil habitació en una pensió de la plaça d'Espanya i menjava habitualment a la Trattoria de Sora Chiarina, a la Via delle Vite. A Roma, es va trobar també amb Josep Pla, Ramon d'Abadal, Salvi Valentí, el comte de Logothete... amb els quals van fer famoses les tertúlies al Cafè Greco. Durant aquesta època, a més, va treballar de redactor a la profranquista Ràdio Veritat, elaborant les cròniques en català que s'emetien abans de la mitjanit durant tan sols un quart d'hora, i per les quals es va negar sempre a cobrar.
Durant els anys 1938 i 1939 va alternar les llargues tardes a Roma amb períodes a Montreux (Vaud) i viatges esporàdics a altres ciutats italianes, fins al moment de la seva tornada, el 3 de novembre de 1939, data en què va arribar al port de Barcelona.

### La postguerra
Quan va retornar a Catalunya, es va trobar amb un panorama desolador. No va poder recuperar el seu pis de Barcelona, i la casa de Vic havia estat saquejada, amb la qual cosa el seu únic refugi va ser Castelló d'Empúries, on la seva família va haver de compartir el domicili amb la família de Maria Teresa Mayor, la seva dona. Van ser uns mesos molt durs, perquè es trobava sense feina i li costava fer-se a la idea que si volia treballar com a periodista ho hauria de fer escrivint en castellà. Malgrat tot, la desesperació no el va deshumanitzar. Tot i la necessitat en què vivia, encara va tenir forces per a denunciar injustícies al seu voltant. L'any 1941, a Castelló d'Empúries s'havia condemnat a execució un grup de joves acusats d'haver matat gent del bàndol «nacional» durant la guerra. Va voler demostrar que un dels acusats no estava en aquell grup, i va fer tots els possibles per aconseguir-ho, desplaçant-se fins i tot a València per a demanar a una monja que havia presenciat els fets que aportés el seu testimoni. Comenta en una carta a Carles Sentís com va aconseguir salvar el noi, i per què ho va fer:
| « | Perdona, Sentís, el retraso. He tenido que ocuparme de varios asuntos urgentes, entre ellos el de un rojillo condenado a muerte. He podido salvarle con pruebas documentadas de su inocencia. Conste que ni lo conocía. Estoy muy contento de la buena obra realizada. Los rojos querían matarme. Me he vengado, salvando una vida inocente. Adiós, escríbeme, escríbeme. | » |

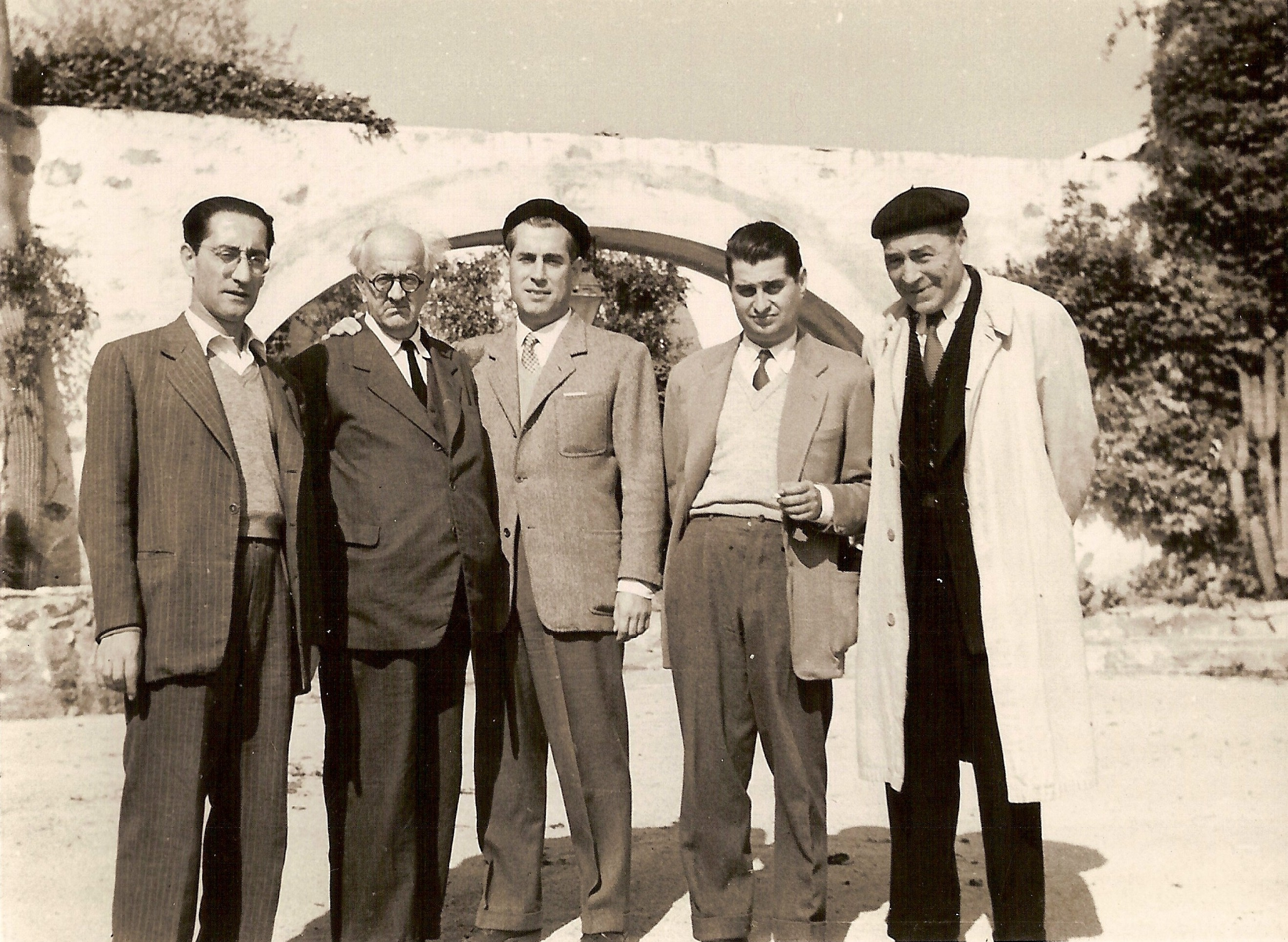
Part de l'equip de Destino els anys 40. D'esquerra a dreta, Joan Teixidor, Manuel Brunet, Josep Vergés, Néstor Luján i Josep Pla.

Malgrat tot, la necessitat econòmica i el fet de resignar-se a haver d'escriure en castellà per sobreviure, i va a acceptar l'any 1940 l'oferta d'escriure a Destino la secció «El mundo y la política», una col·laboració que no va abandonar fins al moment de la seva mort i que es va caracteritzar per la seva posició vaticanista en l'anàlisi dels esdeveniments. Va ser un període de desesperació en la vida de l'escriptor, que tan sols va poder remuntar la seva carrera gràcies a l'ajut d'Ignasi Agustí, excompany a La Veu de Catalunya que el va recuperar per a Destino, i de Carles Sentís, periodista descobert precisament per ell a La Publicitat, i amb el qual havia treballat també a Mirador i a La Veu de Catalunya. Aquest últim, li encomanava petits treballs principalment per a la revista falangista Vértice i el diari Arriba, a més d'aconseguir col·locar-lo a l'agència de notícies Prensa Mundial.
La situació econòmica familiar va anar millorant, i l'any 1942 ell i la seva família es van poder traslladar a Figueres, a un pis de lloguer situat al carrer Cervantes, l'actual carrer Sant Pau. Allà hi van viure un any d'il·lusió, ja que per fi la família tenia un espai propi i començava a respirar intuint el final del tràngol pel qual havien passat. Malgrat tot, la desgràcia va tornar a fer acte de presència el 3 d'agost de 1943, quan Eudald, el seu fill gran, va morir de meningitis tuberculosa amb tan sols disset anys. Aquesta calamitat va tornar a enfonsar la família, que veia de nou trencades totes les seves il·lusions.

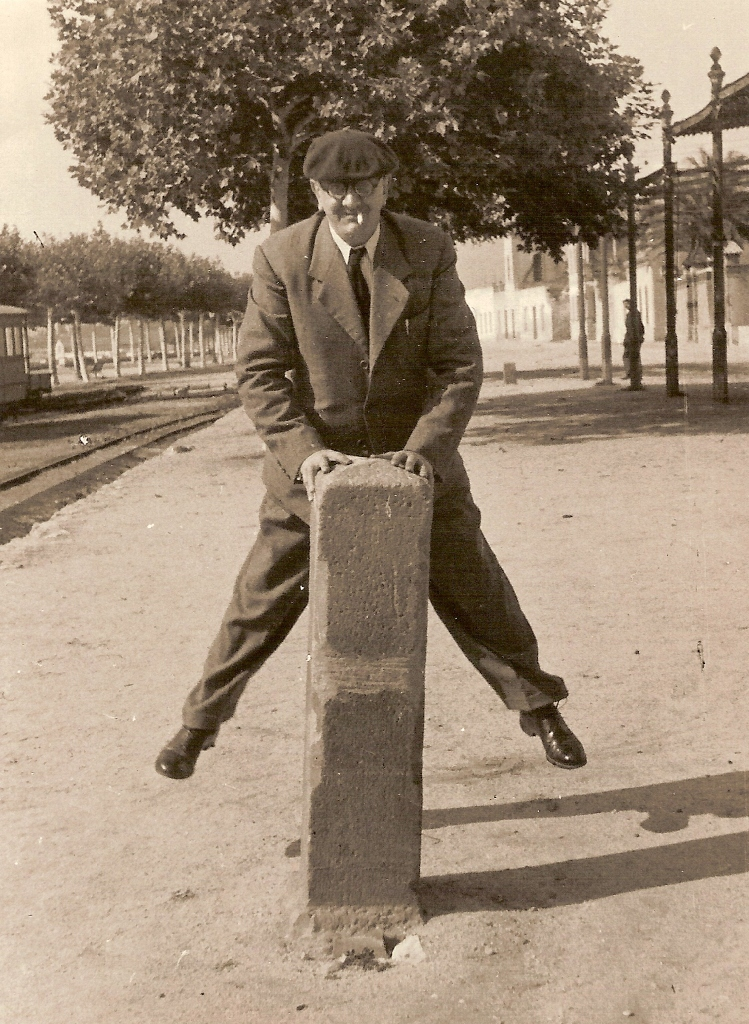
Manuel Brunet

Malgrat tot, van haver de continuar endavant. Gràcies als petits encàrrecs de Carles Sentís i a la col·laboració a Destino, va anar recuperant la confiança i guanyant-se un nom en el periodisme de postguerra, fins al punt que Luis Martínez de Galinsoga , el director de La Vanguardia, va contractar-lo durant el període comprès entre 1943 i 1954 per incorporar esporàdicament articles seus dins la secció «Colaboraciones de La Vanguardia». En aquella època s'havia refugiat a l'Empordà, i molt esporàdicament anava a Barcelona o a Palamós per reunir-se amb la gent de Destino. Preferia fer vida a Figueres, des d'on escrivia els seus articles, i participar en la tertúlia del Casino Sport, on passava les tardes conversant llargament amb la seva vehemència particular. En una ocasió, l'any 1944, devia excedir-se en les seves declaracions, perquè s'explica que fins i tot va ser empresonat uns quants dies. La seva participació en la vida cultural empordanesa també es va traduir en col·laboracions a la premsa comarcal, sobretot a Ampurdan i Vida Parroquial i, en menor mesura, a la revista Canigó.
Durant els anys 40, va anar remuntant el vol, com ho demostra el fet que va tornar a produir literatura. A partir de 1945 va començar la redacció de la Vida de Jesucrist, l'any 1946 va publicar el recull d'articles Cada dia és festa, i el 1948 va acabar el Salteri de la Mare de Déu de Montserrat, un llibre de prosa poètica en lloança a la verge montserratina. Durant aquesta època, també va fer diversos pròlegs per a llibres de les seves amistats, entre els quals destaquen el pròleg a La paz vista desde Londres (Rosas, 1945) de Carles Sentís, o els pròlegs als volums El meu Montserrat (Cithara, 1947), de Joan Llongueres, o L'encís de Nadal, elaborat per Maria Montserrat Borrat, l'esposa del poeta Joan Maria Guasch, i publicat per l'editorial Estel també l'any 1947. Per a la dona del poeta el mateix any també va escriure una composició titulada «Meditació de la bola i la pinya», que es va incloure en el recull Antologia lírica de Montserrat (Estel, 1947). L'any 1949 va escriure l'obra dramàtica Rex, un text sobre la Passió de Crist que es va representar durant un parell d'anys a Figueres i a Girona durant la Setmana Santa i, a més, va elaborar un llibre conjuntament amb Ramon Reig i Joan Maria Guasch, titulat Calendari 1949, que va publicar també l'editorial Estel, la qual també va publicar en aquest període diverses edicions d'El meravellós desembarc dels grecs a Empúries. Segurament va ser en aquests anys que va realitzar un curs de periodisme a la Casa Carles de Girona, organitzat per Acción Católica, institució de la qual va formar part com a mínim els anys 1942 i 1943.

### Darrers anys

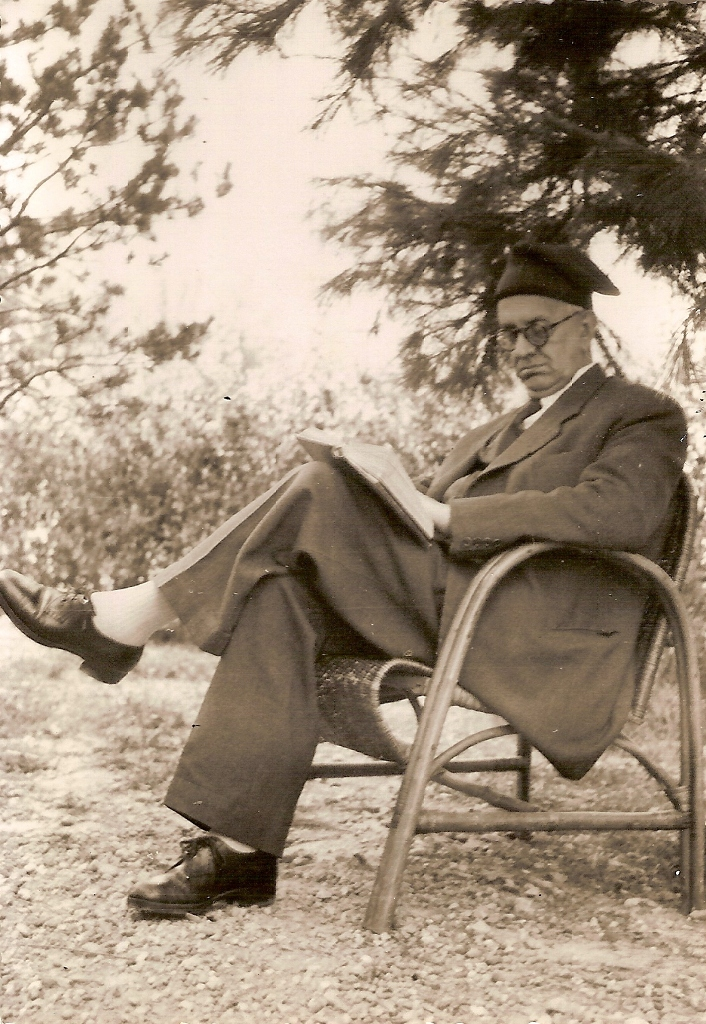
Manuel Brunet.

Durant els últims anys de la seva vida, a més de continuar treballant en la Vida de Jesucrist, va guanyar els Jocs Florals de Santa Coloma de Farners de 1951 amb la composició en prosa L'home del càntir d'aigua, que precisament després s'integraria a les Pàgines de la Vida de Jesucrist en un dels seus últims capítols. Va publicar a més el recull d'articles titulat Actualidad del Padre Claret (Editorial Sala, 1953), i també va tenir temps per encarregar-se de la direcció de Pax, el butlletí del Congrés Eucarístic Internacional de Barcelona, celebrat durant la primavera de 1952. Finalment, va escriure la composició «Visions de Núria», on narrava el seu pas a França per Núria, que va aparèixer dins el recull Llibre de la Mare de Déu de Núria, a cura de Tomàs Garcés, que va publicar l'editorial Selecta l'any 1950.
D'altra banda, encara va trobar temps en aquesta època per participar en projectes d'abast comarcal. En aquest sentit, va ser membre de la primera junta del Museu de l'Empordà, que va promoure el monument figuerenc en homenatge a Pep Ventura, i va treballar per a la rehabilitació de diversos monuments com la basílica de Castelló d'Empúries i, sobretot, el conjunt arquitectònic de Santa Maria de Vilabertran. A més de recuperar la Vera Creu, joia d'orfebreria del gòtic català, va aconseguir com a secretari del primer Patronat de Santa Maria de Vilabertran que nombroses institucions s'impliquessin en la rehabilitació del conjunt monumental.
Durant els anys cinquanta l'editor Josep Maria Cruzet va intentar en diverses ocasions implicar-lo en projectes de l'editorial Selecta, però aquesta relació no va donar fruits. Segons sembla, paral·lelament a la redacció de la Vida de Jesucrist, treballava en un Bestiari, en un llibre sobre el seu viatge a Terra Santa i un llibre sobre Nadal, els quals tenia molt avançats, però que no van veure mai la llum. Cruzet, a més, li va encarregar alguns treballs sobre la plana de Vic i una biografia sobre Joan Maragall, a més d'un pròleg al Dietari de Ramon Rierola, feines que no va dur a terme però que demostren que era tingut en compte dins el món cultural català. A l'editorial Selecta tan sols s'hi va publicar, l'any 1956, després de la mort de l'escriptor, El meravellós desembarcament dels grecs a Empúries, acompanyat de l'assaig L’Empordà i els empordanesos, composició que havia acompanyat l'edició castellana del Desembarc publicada per Destino l'any 1943.

### Final
Va morir d'un coma diabètic el 5 de gener de 1956, la nit de Reis, a Figueres, i va ser enterrat a Castelló d'Empúries, vestit de blanc i amb un exemplar del Salteri de la Mare de Déu de Montserrat a les mans. Va morir sense haver acabat el seu gran projecte, la redacció de la Vida de Jesucrist, la qual al cap de cinc anys es va convertir, gràcies al treball de Joan Baptista Solervicens i Josep Maria Panyella i de l'editorial Destino, en unes Pàgines de la Vida de Jesucrist.
Després de la seva mort es van constituir uns «Amics de Manuel Brunet», que van prendre el testimoni de l'escriptor en la recuperació del monestir de Santa Maria de Vilabertran, entronitzant la Vera Creu a la seva capella i col·locant-hi una inscripció de record al periodista. A més, Destino va crear el 1965 el premi literari de periodisme Manuel Brunet, per tal de preservar el record d'un dels seus col·laboradors il·lustres, un escriptor catòlic que va haver de professionalitzar-se com a periodista. Un home que des dels anys de maduresa havia intentat, sense aconseguir-ho, articular amb naturalitat els tres principis essencials de la seva persona: catalanitat, conservadorisme i catolicitat. Durant l'etapa a La Veu de Catalunya semblava que ho havia aconseguit, però la guerra va estroncar el breu període de tranquil·litat. Després del seu retorn d'Itàlia, va restar sempre més desconcertat, aclaparat, superat per unes circumstàncies a les quals mai va saber adaptar-se.

## Obra publicada

### Obres literàries
- Biografia de Jaume Balmes i Urpià. Tipografia G. Portavella, Vic, 1910.
- Perspectiva general l'art cristià. XXII Certamen Literari-Artistich d'Olot, Olot, 1911.
- [Hermes], Transformacions. Tipografia G. Portavella, 1912.
- Poema de la pedra. Jocs Florals de Barcelona, Barcelona, 1913.
- El meravellós desembarc dels grecs a Empúries. Edicions Diana, Barcelona, 1925.
- El maravilloso desembarco de los griegos en Ampurias. El Ampurdán y los ampurdaneses. Destino, Barcelona, 1943.
- Cada dia és festa. Àncora, Barcelona, 1946.
- Salteri de la Mare de Déu de Montserrat. Àncora, Barcelona, 1948.
- El meravellós desembarcament dels grecs a Empúries. Estel, Barcelona, 1951.
- Actualidad del Padre Claret. Sala, Vic, 1953.
- El meravellós desembarcament dels grecs a Empúries. Narracions i contes. Selecta, Barcelona, 1956.
- Pàgines de la Vida de Jesucrist. Destino, Barcelona, 1961.
- El meravellós desembarcament dels grecs a Empúries. Ausa, Sabadell, 1985.
- Cada dia és festa. Ausa, Sabadell, 1988.
- El meravellós desembarc dels grecs a Empúries. Parsifal, Barcelona, 1993.

### Articles
- Sant Joan. Cenacle, Manresa, núm. 1, 2, 4 (1915-1916).
- La Seu que creix. Cenacle, Manresa, núm. 14 (1917).
- Desembre. L'Opinió, Barcelona, núm. 2 (25 febrer 1928), 5-6.
- Frarets i alegrets. Mirador, Barcelona, núm. 151 (24 desembre 1931).
- El meravellós desembarcament dels grecs a Empúries. Quaderns Literaris, Barcelona, núm. 9 (1934).

### Obres amb col·laboracions de Manuel Brunet
- Borrat, Montserrat, ed., Antología lírica de Montserrat. Estel, Barcelona, 1947.
- -L'encís de Nadal, pròleg de Manuel Brunet. Estel, Barcelona, 1947.
- Brunet, Manuel i Guasch, Joan M., Calendari 1949. Estel, Barcelona, 1949.
- Dalí, Anna Maria, pròleg de Manuel Brunet. Tot l'any a Cadaqués. Joventut, Barcelona, 1951.
- Garcés, Tomàs, curador., Llibre de la Mare de Déu de Núria. Selecta, Barcelona, 1950.
- Sentís, Carles, La paz vista desde Londres, pròleg de Manuel Brunet. Rosas, Barcelona, 1945.

### Fons Manuel Brunet
La Biblioteca de la Universitat de Girona custodia el Fons Manuel Brunet, integrat per la biblioteca i l'arxiu personal de Manuel Brunet.
La família de Manuel Brunet va donar el fons documental a la Universitat de Girona. L’acte de donació es va fer el 5 de desembre de 2008.
El Fons Manuel Brunet consta d'una biblioteca personal amb 1.220 llibres, i un arxiu personal de manuscrits i correspondència. Es destaca el valor del fons per a l'estudi de la cultura catalana de la primera meitat del segle xx. El fons es troba a la Biblioteca de la Universitat de Girona, al campus del Barri Vell.
La temàtica predominant en els llibres de la biblioteca personal de Manuel Brunet és l'assaig històric i polític, a més d'una àmplia representació de la literatura catalana de l’època, des de Josep Pla fins a Gaziel passant per Carles Riba. Alguns d'aquests volums tenen dedicatòries i signatures autogràfes. Les dedicatòries es poden consultar a partir d'un llistat d'autors, o bé cercar per autor i any.
L'arxiu personal de Manuel Brunet inclou manuscrits de les seves obres, algunes inèdites, i una àmplia mostra de la seva correspondència amb persones com ara Carles Sentís i Luis Martínez de Galinsoga i altres intel·lectuals dels anys trenta i quaranta. Els documents de l'arxiu personal han estat digitalitzats i es poden consultar a text complet al Repositori de Fons Especials de la Universitat de Girona.